# غاسبار نوي
غاسبار نوي (بالفرنسية: Gaspar Noé)‏ مواليد 27 ديسمبر 1963 في بوينس آيرس، هو مخرج ومنتج أفلام وكاتب سيناريو أرجنتيني.

## الأعمال
- لا رجعة فيه (2002)
- الدخول في الفراغ (2009)
- العشق (2015)

## وصلات خارجية
- غاسبار نوي على موقع IMDb (الإنجليزية)
- غاسبار نوي على موقع روتن توميتوز (الإنجليزية)
- غاسبار نوي على موقع مونزينجر (الألمانية)
- غاسبار نوي على موقع قاعدة بيانات الأفلام العربية
- غاسبار نوي على موقع ألو سيني (الفرنسية)
- غاسبار نوي على موقع أول موفي (الإنجليزية)
- غاسبار نوي على موقع بوكس أوفيس موجو (الإنجليزية)
- غاسبار نوي على موقع قاعدة بيانات الأفلام السويدية (السويدية)
- غاسبار نوي على موقع قاعدة بيانات الفيلم (الإنجليزية)
- غاسبار نوي على موقع كينوبويسك (الروسية)